# Gafsa
Gafsa er en by i det centrale Tunesien, med et indbyggertal (pr. 2005) på cirka 90.000. Byen er hovedstad i et governorat af samme navn, og den primære beskæftigelseskilde er en stor industri af fosfat.
34°25′N 8°47′Ø / 34.417°N 8.783°Ø
- Wikimedia Commons har flere filer relateret til Gafsa